# Добрушский Николаевский монастырь
Добрушский Николаевский монастырь (Монастырь Добруша; рум. Mănăstirea Dobrușa) — мужской монастырь Кишинёвской епархии Русской православной церкви близ села Добруша Шолданештского района Молдавии.

## История
В 1527 году молдавский господарь Пётр IV Рареш основал в Добруше подворье Проботского монастыря. В 1772 или в 1783 году администратор Добрушского подворья иеромонах Иоасаф построил в Добруше скит с деревянной церковью во имя святителя Николая Чудотворца. В строительстве ему помогли насельники Курковского монастыря во главе с иеромонахом Евфимием или Ефремом. Из-за нехватки питьевой воды скит на холме был оставлен, а монахи обосновались в долине, где в 1785—1786 годах построили новую Никольскую церковь. Добрушский монастырь подчинялся Проботскому, который в свою очередь принадлежал Храму Гроба Господня в Иерусалиме.
В 1813 года монастырь вошёл в юрисдикцию новообразованной Кишинёвской и Хотинской епархии Русской православной церкви. С 1817 года — общежительный, заштатный.
В первой половине XIX века на средства ясского боярина Фомы Кузьмы и его вдовы Екатерины (в монашестве — Елисавета) в монастыре проводились масштабные строительные работы. Возведён летний Николаевский храм, освящённый 13 мая 1822 года архиепископом Кишинёвским и Хотинским Димитрием. В 1826 году построена колокольня. В 1837—1839 годах по проекту архитектора Иосифа Гаскета на холме сооружён каменный кладбищенский Никольский храм, заменивший старый деревянный и освящённый 14 ноября 1839 архиепископом Димитрием. В 1847 году построен зимний Преображенский храм. В 1878 году при монастыре открыта школа.
В 1918 году в связи с вхождением Бессарабии в состав Румынии монастырь переподчинён Румынской православной церковью. Часть монастырского имущества была секуляризирована. С 1923 года обитель входила в состав Хотинской епархии. В 1925 году общее число насельников составляло 95 человек. В 1925—1931 годах при монастыре действовала типография.
После Второй мировой войны обитель вновь оказалась в юрисдикции Русской православной церкви. В 1959 году в монастыре проживало 55 насельников. В 1959 году монастырь закрыт и в нём разместилась школа-интернат для детей-инвалидов. В зимней церкви открыли клуб, а в летней — столовую, а затем продуктовый магазин. Монастырское кладбище сравняли с землёй и устроили на нём спортивное поле. Интернат действовал до 1994 года.
В 1993 году монастырский комплекс возвращён церкви. Возрождён решением Священного синода РПЦ от 5 мая 1995 года, а его настоятелем был назначен игумен Дамиан (Поторак). В 1997 году восстановлена зимняя Преображенская церковь, а затем и летняя Никольская. На холме действует скит с храмом во имя архангелов Гавриила и Михаила.